# John Hubbard (Politiker)

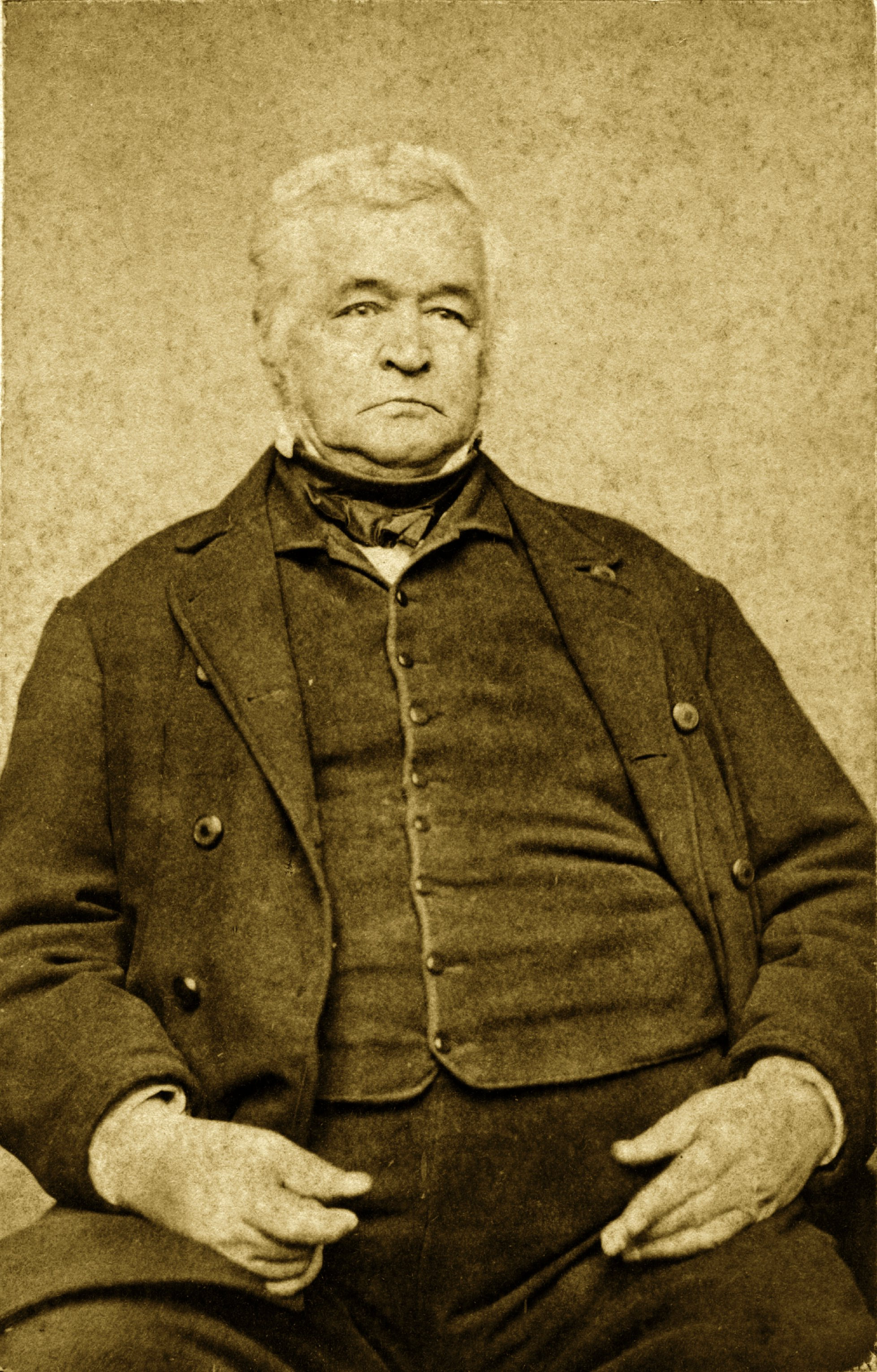
John Hubbard, circa 1850

John Hubbard (* 22. März 1794 in Readfield, heutiges Maine, damals Massachusetts; † 6. Februar 1869 in Hallowell, Maine) war ein US-amerikanischer Politiker und von 1850 bis 1853 Gouverneur von Maine.

## Frühe Jahre
John Hubbard besuchte bis 1816 das Dartmouth College. Danach studierte er bis 1822 an der University of Pennsylvania Medizin. Das Studium schloss er mit dem Doktortitel der Medizin erfolgreich ab. Nach seinem Abschluss praktizierte er als Arzt in Virginia und Maine.

## Politische Laufbahn
Zwischen 1842 und 1843 war der Demokrat Senator im Senat von Maine. Im Jahr 1849 wurde er als Kandidat seiner Partei zum neuen Gouverneur von Maine gewählt. Im Jahr 1850 wurde er in eine zweite Amtszeit gewählt, die durch eine Verfassungsänderung bis zum Januar 1853 verlängert wurde. Damit war er zwischen dem 9. Mai 1850 und dem 5. Januar 1853 Gouverneur von Maine. In dieser Zeit setzte sich der Gouverneur für eine Verbesserung der Bildungspolitik ein. Damals wurde sowohl eine Landwirtschaftsschule als auch eine Lehranstalt für Mädchen gegründet. Die Gesetze von Maine wurden überarbeitet um sie gerechter zu gestalten. Die neue Gesetzgebung war allerdings heftig umstritten und war mit ein Grund für Hubbards Abwahl im Jahr 1852.

## Weiterer Lebenslauf
Zwischen 1857 und 1859 war Zollinspektor in Maine. John Hubbard starb am 6. Februar 1869. Er war mit Sara Hodge Barrett verheiratet, mit der er sechs Kinder hatte.